# Cohasset (Minnesota)
Pour les articles homonymes, voir Cohasset.
La ville américaine de Cohasset est située dans le comté d'Itasca, dans l’État du Minnesota. Lors du recensement de 2010, sa population s’élevait à 2 698 habitants.

## Démographie
| Groupe            | Cohasset | Minnesota | États-Unis |
| ----------------- | -------- | --------- | ---------- |
| Blancs            | 94,9     | 85,3      | 72,4       |
| Métis             | 2,5      | 2,4       | 2,9        |
| Amérindiens       | 2,0      | 1,1       | 0,9        |
| Asiatiques        | 0,4      | 4,0       | 4,8        |
| Afro-Américains   | 0,2      | 5,2       | 12,6       |
| Autres            | 0,1      | 2,0       | 6,4        |
| Total             | 100      | 100       | 100        |
|                   |          |           |            |
| Latino-Américains | 0,6      | 4,7       | 16,7       |

Selon l'American Community Survey, pour la période 2011-2015, 97,98 % de la population âgée de plus de 5 ans déclare parler anglais à la maison, alors que 0,50 % déclare parler l'espagnol et 1,52 % une autre langue.